# Departament Grand’Anse
Departament Grand'Anse (Grandans, Grantans) – jeden z dziesięciu departamentów, na jakie podzielone jest Haiti. Departament położony jest w południowo-zachodniej części kraju. W 2003 roku departament podzielono na dwie mniejsze jednostki administracyjne, wydzielając departament Nippes ze stolicą w Miragoâne. Przed podziałem departament Grand'Anse zajmował obszar 3310 km² i był zamieszkany przez 733 200 osób (2002). Stolicą jest Jérémie.
Departament dzieli się na 3 arrondissement:
1. Anse d'Hainault
2. Corail
3. Jérémie